# 福岡医療福祉大学
福岡医療福祉大学（ふくおかいりょうふくしだいがく、英語: Fukuoka Social Medical Welfare University）は、福岡県太宰府市五条3丁目10-10に本部を置いていた日本の私立大学である。2002年に設置され、2017年に廃止された。
2011年、学生募集停止。2014年に廃校。その後、跡地跡地・建物は同じ都築学園グループの日本経済大学が使用している。
運営は都築学園グループ傘下の学校法人都築俊英学園。通学制と通信制から成っていた。

## 沿革
- 1991年（平成3年） - 学校法人俊英学園設立
- 2002年（平成14年）4月 - 第一福祉大学として開学。社会福祉学部（社会福祉学科（通信教育部併設）、人間福祉学科、心理学科、福祉産業学科）を設置
- 2006年（平成18年） - 運営法人の学校法人俊英学園を学校法人都築俊英学園に名称変更
- 2007年（平成19年）4月 - 社会福祉学科、人間福祉学科、心理学科、福祉産業学科を、それぞれ総合臨床福祉学科、臨床医療福祉学科、臨床福祉心理学科、福祉マネジメント学科に名称変更
- 2008年（平成20年）
  - 4月 - 福岡医療福祉大学に名称変更
  - 7月 - 専任教員数が大学設置基準を下回っていたため文部科学省から指導を受ける。これは、2007年4月に行われた学科名再編前は通学と通信の社会福祉学科共通の教員数で基準を満たしていたが、学科再編により通学と通信に別の教員数が必要になったことが原因。指導をうけそれまでの非常勤講師を専任教員とし問題は解消したかのように装う
- 2009年（平成21年）
  - 1月 - 専任教員数が大学設置基準を下回っていたため文部科学省から処分を受ける。慢性的な教員不足に対し大学幹部はこうした現状を文部科学省に隠蔽したまま、学科統合をすることによって基準を満たそうとした。これが新聞の報道によって発覚し文部科学省は、運営主体の都築俊英学園に対し5年間の学部新設不認可という初めて最も重い処分を下す結果となった
  - 4月 - 総合臨床福祉学科、福祉マネジメント学科、臨床医療福祉学科、介護福祉学科が統合され総合福祉学科へ学科再編となり社会福祉コース、こども福祉コース、医療福祉コース、介護福祉コースとしコース制が導入される。2009年度前期入学をもって通信教育部の新入生募集を停止
- 2010年（平成22年）
  - 5月 - 2011年度以降の通学課程の新入生募集を停止することを発表
  - 10月 - 公式サイト閉鎖
- 2014年（平成26年）3月 - 最後の学生卒業式が挙行され、その後、廃校
- 2017年（平成29年）
  - 4月1日 - 学校法人都築俊英学園が学校法人都築育英学園と合併（合併後の存続法人は学校法人都築育英学園）
  - 8月29日 - 文部省により廃止認可される[1]

## 学部・学科
- 人間社会福祉学部
  - 総合福祉学科
    - 社会福祉コース
    - こども福祉コース
    - 医療福祉コース
    - 介護福祉コース

  - 臨床福祉心理学科
- 通信教育部（人間社会福祉学部）
  - 社会福祉学科

## 施設

### キャンパス
西鉄二日市駅（西鉄天神大牟田線）または西鉄五条駅から徒歩で約10分の場所に位置していた。
キャンパスは、日本経済大学と福岡こども短期大学に隣接しており、近くには地域に開放されたイングリッシュガーデンがあった。
学内には『福祉の木』と呼ばれる場所があり、建学前から大切にされていた。
この場所は、学生にとって授業の合間のくつろぎの場でもあった。

### 寮
福岡医療福祉大学の寮はオックスフォードハウスとケンブリッジハウスがあった。
日本経済大学と福岡こども短期大学と共同利用となっていた。
オックスフォードハウスには、プールが備わっていた。

## 主な系列校
- 日本薬科大学
- 横浜薬科大学
- 神戸医療福祉大学
- 日本経済大学
- 第一薬科大学
- 第一工業大学
- 福岡こども短期大学
- 第一幼児教育短期大学
- 第一薬科大学付属高等学校
- 福岡第一高等学校
- リンデンホール小学校

## 公式サイト
- 福岡医療福祉大学

座標: 北緯33度30分24.1秒 東経130度31分31.4秒 / 北緯33.506694度 東経130.525389度